# Ocultação (islamismo)

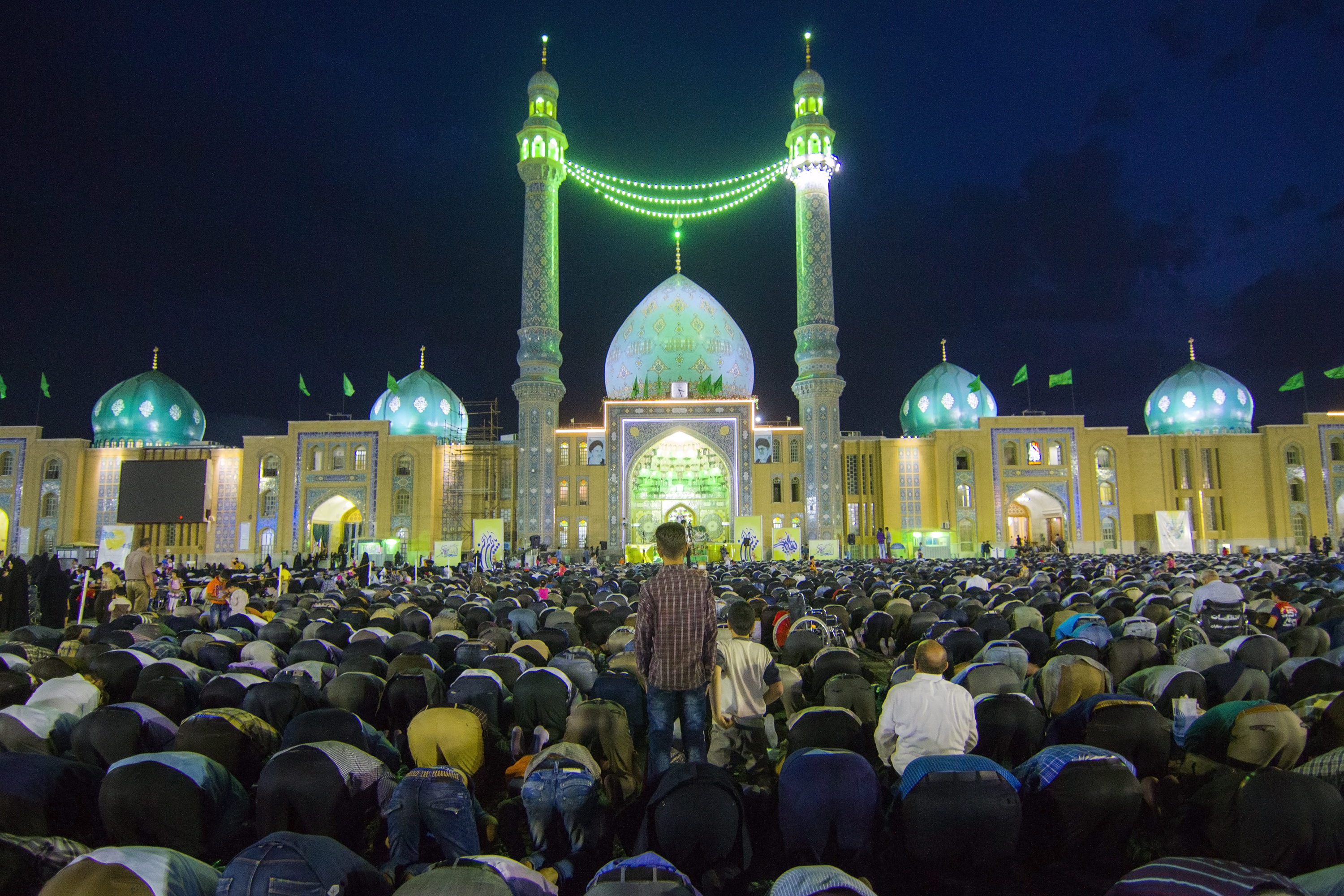
A Mesquita Jamkaran em Qom, Irã, é um local de peregrinação popular para muçulmanos xiitas. A crença local afirma que o décimo segundo imã — o Mádi escatológico no xiismo duodecimano — apareceu uma vez e rezou em Jamkaran

Ocultação (em árabe: غَيْبَة; romaniz.: ghayba) no islamismo xiita refere-se à crença escatológica de que o Mádi, um descendente do profeta islâmico Maomé, já nasceu e foi posteriormente ocultado, e que ressurgirá e estabelecerá a justiça e a paz na terra no fim dos tempos. Os xiitas e os sunitas concordam sobre a maioria dos sinais do seu (re)aparecimento, embora os sunitas não acreditem que o Mádi já tenha nascido e esteja em ocultação, e a crença no Mádi escatológico continua popular entre os todos os muçulmanos, possivelmente devido a numerosas tradições nesse sentido em fontes canônicas sunitas e xiitas.
Apesar de concordarem nos preceitos básicos, os ramos do islamismo xiita que acreditam nele diferem no que diz respeito à identidade do Mádi. A corrente xiita dominante, o xiismo duodecimano, identifica-o como Maomé Almadi, o décimo segundo imã, que se acredita ser responsável pelos assuntos dos homens e, em particular, pela sua orientação espiritual interior durante a ocultação.